# Сика, Семиси
Семиси Киоа Лафу Сика (тонга Sēmisi Kioa Lafu Sika, родился 31 января 1968 года) - тонганский политик, бизнесмен и член парламента Тонга с 2010 по 2021 год. Он исполнял обязанности премьер-министра в сентябре 2019 года, после смерти Акилиси Похивы. В настоящее время он возглавляет Демократическую партию Дружественных островов (DPFI).

## Биография
Сика родился в Хавелулото на крупнейшем острове страны Тонгатапу. Получил степень бакалавра наук в Гавайском университете имени Бригама Янга. До прихода в политику он работал учителем и турагентом, также он руководил магазином на вынос и кейтеринговой фирмой.
Он является давним участником демократического движения в Тонга.

## Политическая карьера
На выборах 2010 года Сика как член Демократической партии Дружественных островов избирается в парламент от избирательного округа Тонгатапу 2. В дальнейшем он был переизбран в 2014 году и стал председателем комитета всей палаты Представителей. В апреле 2016 года он был назначен министром туризма и инфраструктуры.
После выборов 2017 года Сика был назначен заместителем премьер-министра, поэтому после смерти прежнего премьера Акилиси Похивы 12 сентября 2019 года он возглавил кабинет министров королевства на 26 дней. Он участвовал в последующих выборах нового премьера в парламенте королевства, но уступил 8 голосами против 15 Похива Туʻиʻонетоа.